# Jolly Jumper
 (décembre 2018).
Si vous disposez d'ouvrages ou d'articles de référence ou si vous connaissez des sites web de qualité traitant du thème abordé ici, merci de compléter l'article en donnant les références utiles à sa vérifiabilité et en les liant à la section « Notes et références ».
Pour les articles homonymes, voir Jolly Jumper (homonymie).
Jolly Jumper est le cheval de Lucky Luke, un personnage de bande dessinée créé le 7 décembre 1946 par le dessinateur et scénariste belge Morris. Décrit comme « le cheval le plus rapide de l'Ouest », Jolly Jumper accompagne son cow-boy dans ses voyages à travers le Far West. Par son intelligence et sa couleur de robe, il fait penser à Silver, le cheval blanc des personnages de cow-boys incarnés au cinéma par Buck Jones, ou à Topper, le cheval blanc du cow-boy Hopalong Cassidy, interprété par William Boyd.

## Biographie
Dans les premiers albums, Jolly Jumper n'était qu'un cheval ordinaire : il ne parlait pas, il n'avait pas de caractère défini, etc. Par la suite, avec l'arrivée de René Goscinny, il a acquis une personnalité plus marquée.
C'est dans l'album Kid Lucky qui nous raconte l'enfance de Lucky Luke qu'est narrée la première rencontre entre les deux personnages. Kid Lucky, orphelin, voyage en compagnie du vieux chercheur d'or Old-timer. S'étant éloigné du camp dressé pour la nuit, il fait la rencontre d'un petit poulain perdu attaqué par des coyotes qu'il met en fuite avec son lance-pierre. Le poulain semble lui aussi orphelin ; il s'attache à Kid qui l'emmène avec lui et le nomme Jolly Jumper car il saute très haut.

Dans un autre album, on entendra un autre cheval dire à Jolly Jumper que son père était un pur-sang arabe, ce à quoi il répond que le sien avait du sang indien, cela signifie peut-être que son père appartenait à un peau-rouge et qu'il est né au milieu d'eux. Dans l'épisode Le Klondike, Jolly Jumper affirme à nouveau descendre d'un bronco indien.
Malgré une affirmation récente du scénariste Patrick Nordmann, qui prétend se fonder sur une conversation avec Morris, il est impossible de considérer Jolly Jumper comme étant une jument. Au contraire, dans plusieurs albums, Lucky Luke l'appelle affectueusement « old boy ». Dans toute la série, le seul pronom personnel utilisé par Lucky Luke pour désigner son cheval est le pronom il, et lorsqu'un adjectif démonstratif s'avère nécessaire, celui-ci n'est autre que le démonstratif ce (« ce Jolly Jumper »). 
Dans le Fil qui chante, on apprend que Jolly Jumper aurait un cousin dans la cavalerie.

### Intelligence
Pour paraphraser Lucky Luke dans Chasseur de primes, son cheval est « assez spécial ».
Jolly Jumper est un cheval intelligent, comme en témoignent ses nombreuses aptitudes : défaire des nœuds, jouer aux échecs, avoir des discussions philosophiques avec Lucky Luke ou d'autres chevaux, enlever lui-même sa selle, pêcher, faire les courses, crocheter des serrures etc. Il a le sens du timing et de la précision. Il parle et connaît les poèmes de Sully Prudhomme. Finalement, son caractère se rapproche beaucoup plus de celui de l'homme que de celui de l'animal ; il fait office d'alter ego pour le cowboy solitaire qu'est Lucky Luke.
Jusqu'à la mort de Goscinny, le lecteur est autorisé à penser que Lucky Luke n'entend pas les paroles que prononce Jolly Jumper. Il s’agit de pensées transcrites pour le seul lecteur, comme les paroles qui sortent de la gueule de Milou dans les aventures de Tintin. Au début de l'album Le Bandit Manchot, Jolly Jumper discute avec Lucky Luke car ce dernier semble comprendre ce qu'il dit.

### Caractère

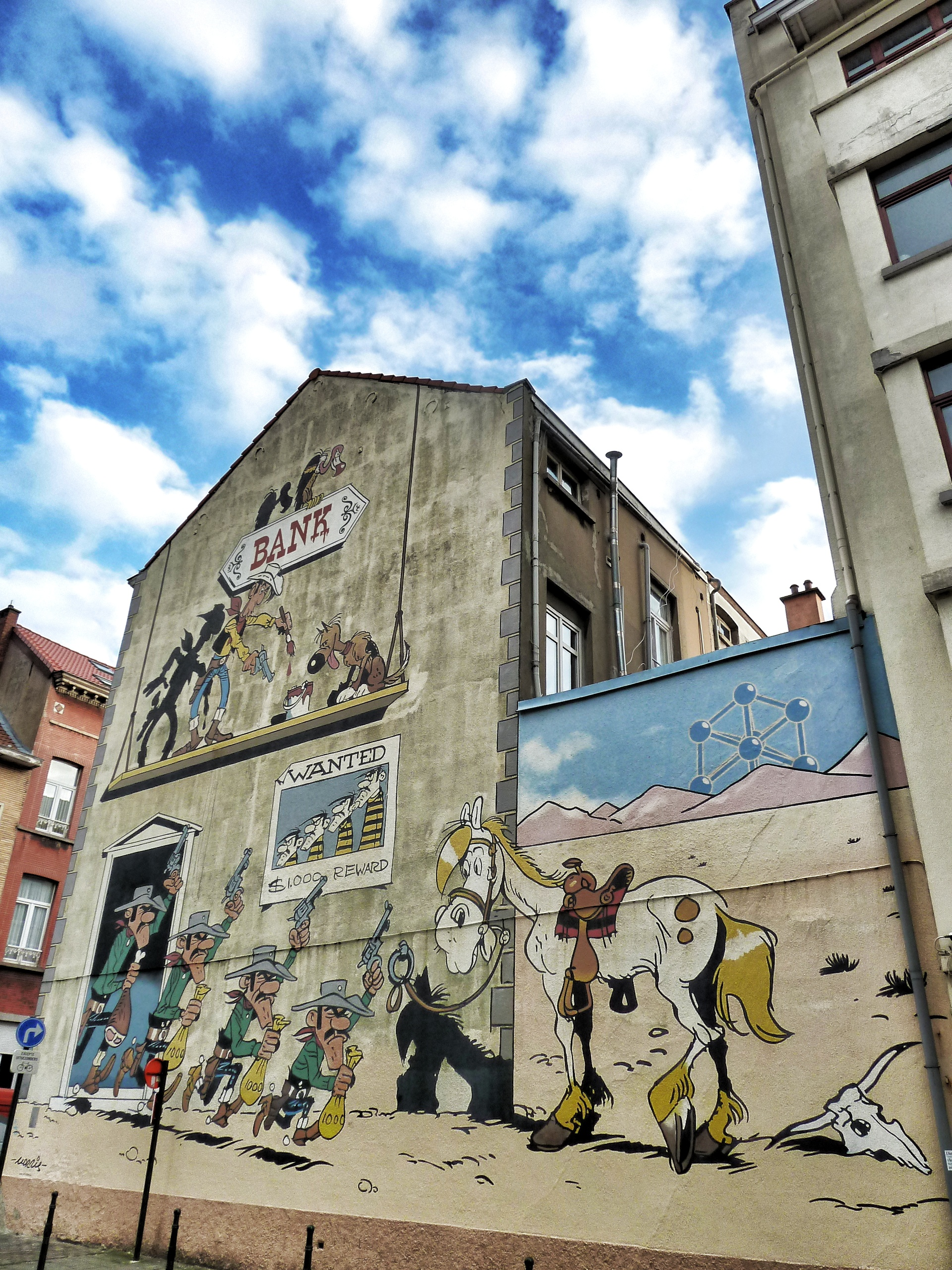
Jolly Jumper, au premier plan d'un mur peint à Bruxelles.

Jolly Jumper a un caractère fort. Il est grognon, parfois rabat-joie, et ne veut pas toujours travailler. Néanmoins, il écoute presque toujours Lucky Luke. Il a déjà convaincu ce dernier de le porter, en ayant triché au jeu. Il peut aussi très bien bouder : quand Lucky Luke se montre désagréable, à la suite par exemple d'une situation qui l'a rendu nerveux, Jolly Jumper cesse de communiquer avec son cavalier et lui fait bien vite regretter ses mots. 
Contrairement à Lucky Luke qui a de l'affection pour Rantanplan, Jolly Jumper n'éprouve que du mépris pour ce chien, qu'il considère comme une « erreur de la nature ». 
Jolly Jumper a des goûts parfois difficiles : il peut prendre des heures pour choisir ses fers, au grand désespoir du maréchal-ferrant (album L'Escorte). Il n'aime pas l'avoine en grain. 
Il a horreur de courir après les frères Dalton. Contrairement à son maître, il préférerait éviter les aventures et essaye parfois de convaincre Lucky Luke de quitter les lieux dangereux où celui-ci l'entraîne. Toutefois, il lui arrive aussi de le tirer d'un mauvais pas, au mépris du danger.

### Rapidité
Jolly Jumper est le cheval le plus rapide de l'Ouest. Il peut battre à la course n'importe quel cheval, voire un train. Il lui est cependant arrivé, dans l'album Le Bandit manchot, d'être distancé par un bandit du nom de Double-Six (inspiré de l'acteur Patrick Préjean), monté par son chef (inspiré de l'acteur Louis de Funès).

### Race
Les taches brunes qu'il porte sur la croupe laissent penser qu’il s’agit d’un appaloosa.
Dans l'histoire Le Sosie de Lucky Luke, Mad Jim le qualifie de « “cayuse” […] intraitable », et, dans Un amour de Jolly Jumper, il est dit que Jolly Jumper serait un cheval mustang.